# Tamás Sulyok
Tamás Sulyok (24 de março de 1956) é um advogado húngaro e presidente do Tribunal Constitucional. Foi eleito presidente da República da Hungria, pelo Fidesz–KDNP, nas eleições presidenciais de 2024, antecipadas após a renúncia da presidente Katalin Novák.